# Punata
Punata er en by i den centrale del af Bolivia beliggende i provinsen Punata, i departementet Cochabamba.
17°33′S 65°50′V / 17.550°S 65.833°V

## Ekstern henvisning
- Wikimedia Commons har flere filer relateret til Punata